# Mulčování

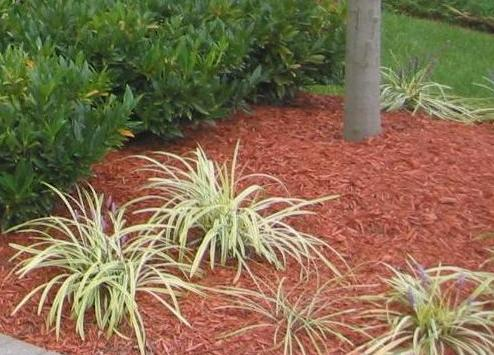
Barvená štěpka pod stromy

Mulčování je agrotechnická metoda používaná v zahradnictví a zemědělství.
Mulčováním se označuje např.:
- pokrytí okolí rostliny materiálem, kterým nemohou prorůst jiné rostliny (zpravidla vnímané jako plevel)
- pokrytí plochy (pole) odpadem ze sklizně
- vmetení odpadu z pokosu do trávníku.

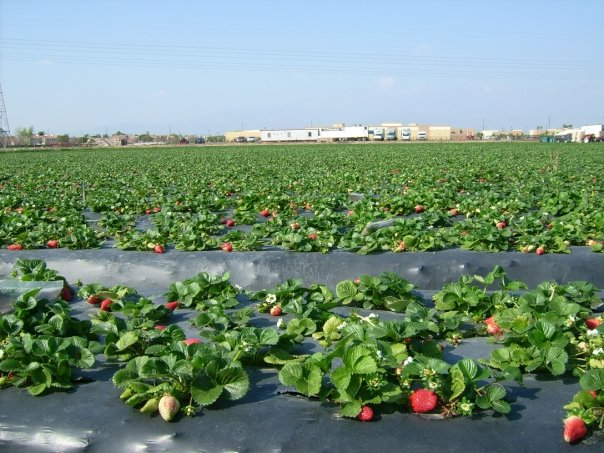
Častý způsob mulčování v ovocnářství – fólie pod jahodníkem

## Účel
Mulčování nastýláním vysoké vrstvy materiálu nebo pokrytí plochy fólií či textilií:
- umožňuje minimalizovat (zejména chemickou) ochranu proti plevelům (plevel mulčem neproroste),
- snižuje agrotechnické nároky na obdělávání půdy, netvoří se půdní škraloup,
- nastýlka zlepšuje vláhové poměry v místě,
- zabraňuje erozi půdy,
- mulčování chrání kořeny před mrazy a na jaře před horkem (a předčasným rašením),
- zvyšuje se obsah humusu, při rozkladu organického mulče a neunikají živiny v podobě plynů,
- zvyšuje se mikrobiální činnost,
- zahrada, sad, park vypadá lépe (podle použitého materiálu),
- sklízené plody (ovoce, zelenina) jsou čisté.

Nastýláním se vytváří pro plodiny příznivé poměry, jež jsou podobné přirozeným poměrům v lese.
Jedním z důvodů mulčování je zabránit růstu plevelů. Vhodné mulčování je metoda ekologická, nepoškozuje životní prostředí. (Příliš mnoho mulče může působit problémy spojené zejména s hnitím a tlením organického materiálu nebo s prokořeňováním mulče.) Výhody různých metod mulčování jsou zpravidla doprovázeny nevýhodami. Například v ovocnářské praxi při dlouhodobém nastýlání slámou tvoří ovocné dřeviny větší množství drobných kořenů ve svrchní vrstvě půdy, takže může dojít k únavě půdy, příp. k poškození kořenového vlášení po odstranění mulče a orbě. Také se pod mulčem výrazněji rozmnožují hraboši. Proto se doporučuje i krátkodobé nastýlání (posečenou trávu v létě nastýlat a na podzim zarýt či zaorat). Jednou z nejužívanějších metod mulčování je nastýlání pásů fólií pod jahodník.

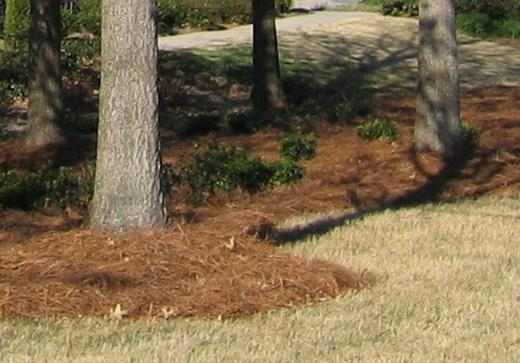
Štěpka pod stromy

Jiná metoda mulčování k jinému účelu než zabránit růstu plevelů se užívá při pěstování plodin a obhospodařování luk a trávníků. Po sklizni nebo při pokosu se rostlinný materiál nestejnoměrně rozmetá na obhospodařovanou plochu. Biologický materiál nemá a nemůže bránit růstu jiných rostlin.

## Používané materiály

### Mulčování kůrou, štěpkou a pilinami
Používá se kůra z pokácených stromů, štěpka z odřezaných větví a pokácených stromů při řezu, barvená štěpka, jakékoliv dřevěné piliny. Nastlaná hmota se nahrne ve výšce 5–10 cm. Hmota zůstává na stanovišti do doby než se rozpadne. Často používaný způsob v zahradních a sadových úpravách. V poslední době už opatrněji propagovaný s ohledem na rizika.
- Výhody – mulč má estetickou hodnotu a lze jej použít v sadových úpravách a tento odpad je dokonce předmětem prodeje. Na stanovišti zůstává více let a šetří na agrotechnických zásazích nemalé částky.

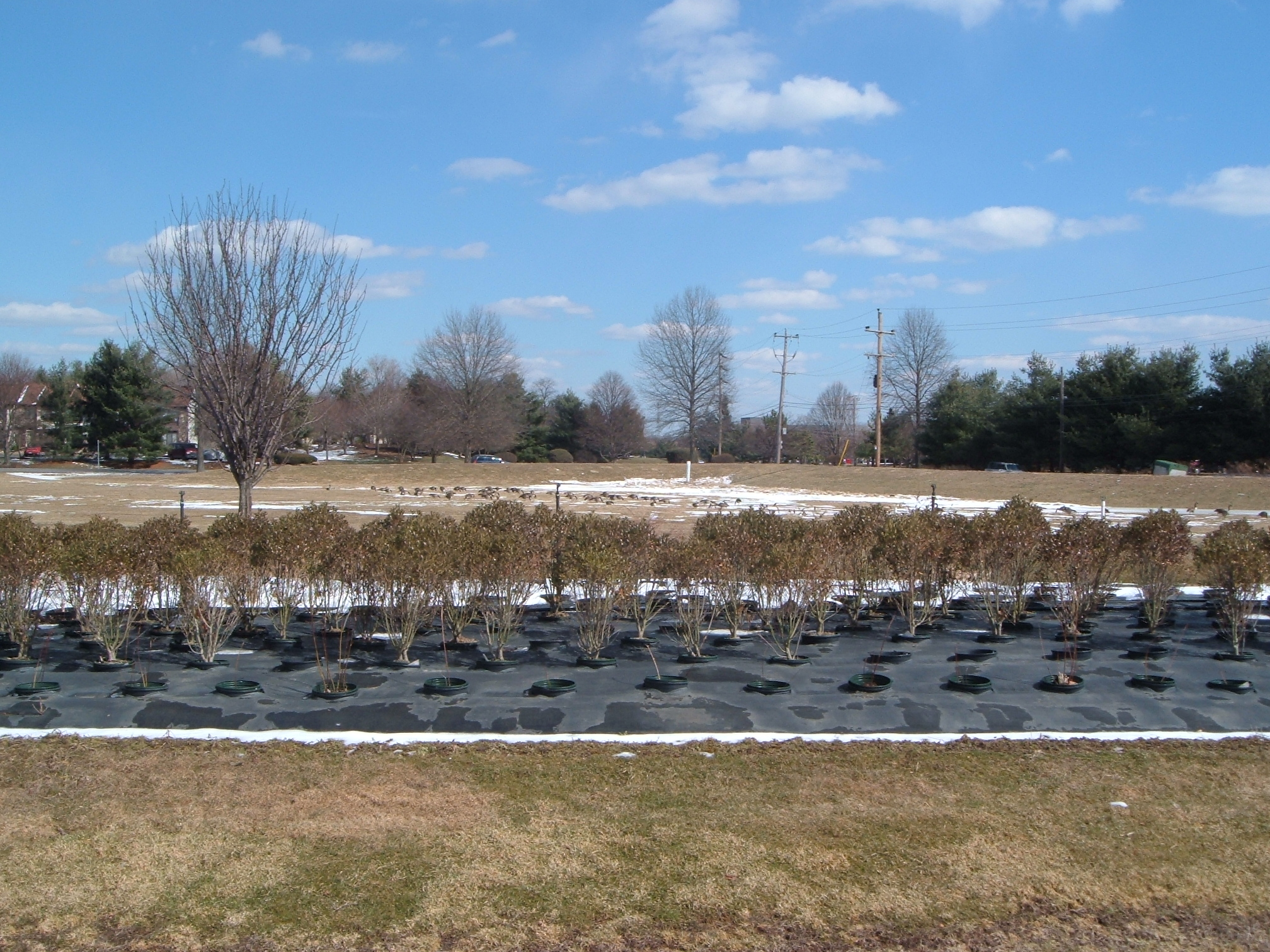
mulčování fólií mezi květináči s dřevinami

- Nevýhody – vážnou nevýhodou tohoto mulče je rozšiřování houbových chorob. Již v druhém roce je zejména na vlhčích místech zcela prorostlý myceliem dřevokazných hub, které mohou napadnout a napadají i mladé a nebo nějak oslabené rostliny. Mulčováním štěpkou se mohou přenášet i velmi nebezpečné houbové choroby. Spory hub mohou být alergenní. Za větrných dnů (zejména v suchém počasí) a nebo blízko chodníků a na vyvýšených místech se kůra a štěpka roznáší do okolí. Všechny tyto mulče mohou zvyšovat prašnost v okolí. Při rozkládání mulče jsou spotřebovávány živiny, které by jinak mohla využít rostlina. Mulčovací kůra je často dodávána zaplísněná a někdy i znečištěná.[3] Mulčovací vrstva z drcené kůry se rozkládá a tak neustále slábne. Zahrádkáři doporučují mulčovanou vrstvu kůry na začátku a ke konci léta doplnit.[4]

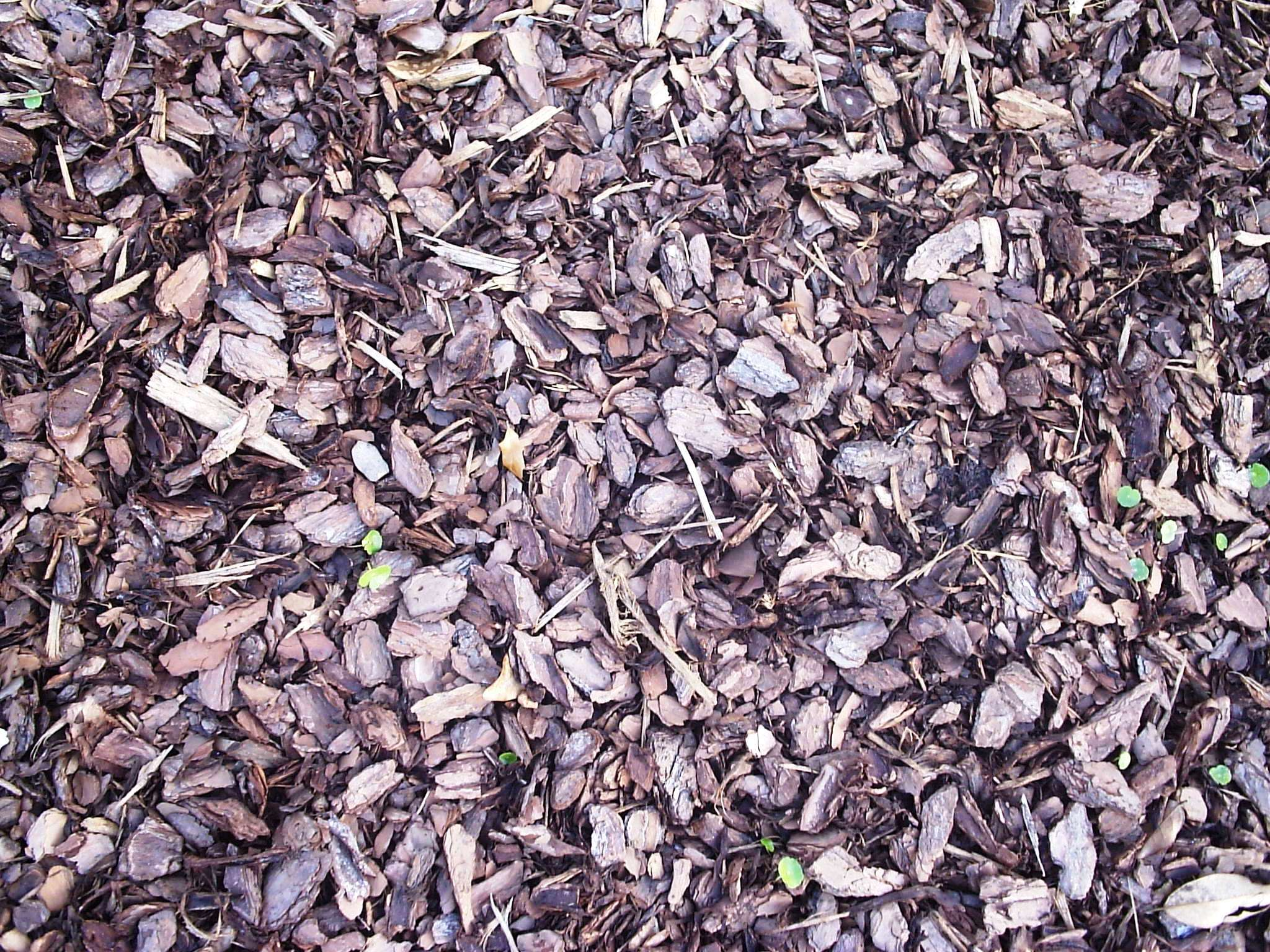
mulčovací kůra

### Mulčování slámou, slamnatým hnojem a rašelinou
Půda se v předjaří nastýlá do výšky 50 – 150 mm, tak aby nezůstala volná místa. Hmota se nechá na místě do podzimu, kdy se zaorá.
- Výhody oproti jiným způsobům – rašelina je zdroj humusu, hnojivo, provzdušňuje půdu. Slamnatý hnůj dodává živiny do půdy. Sláma je levná a ve srovnání s drcenou borkou, štěpkou a textiliemi je schopna zadržet velké množství vody v půdě, což je limitujícím faktorem pro růst v živinách jinak dobře zásobených půdách.[5]

- Nevýhody oproti jiným způsobům – rašelina je drahá, sláma odebírá při rozkládání dusík z půdy, slamnatý hnůj může být zdrojem plevele, všechny materiály se za větrných dnů rozlétají do okolí. Pro parkové úpravy je vhodné mulčování rašelinou – s výhradami.

### Mulčování listím
Má význam v parcích a zahradách, používá se u choulostivějších keřů a stromů k ochraně nadzemních a podzemních částí rostlin proti chladu od podzimního výhrabu listí do jara.

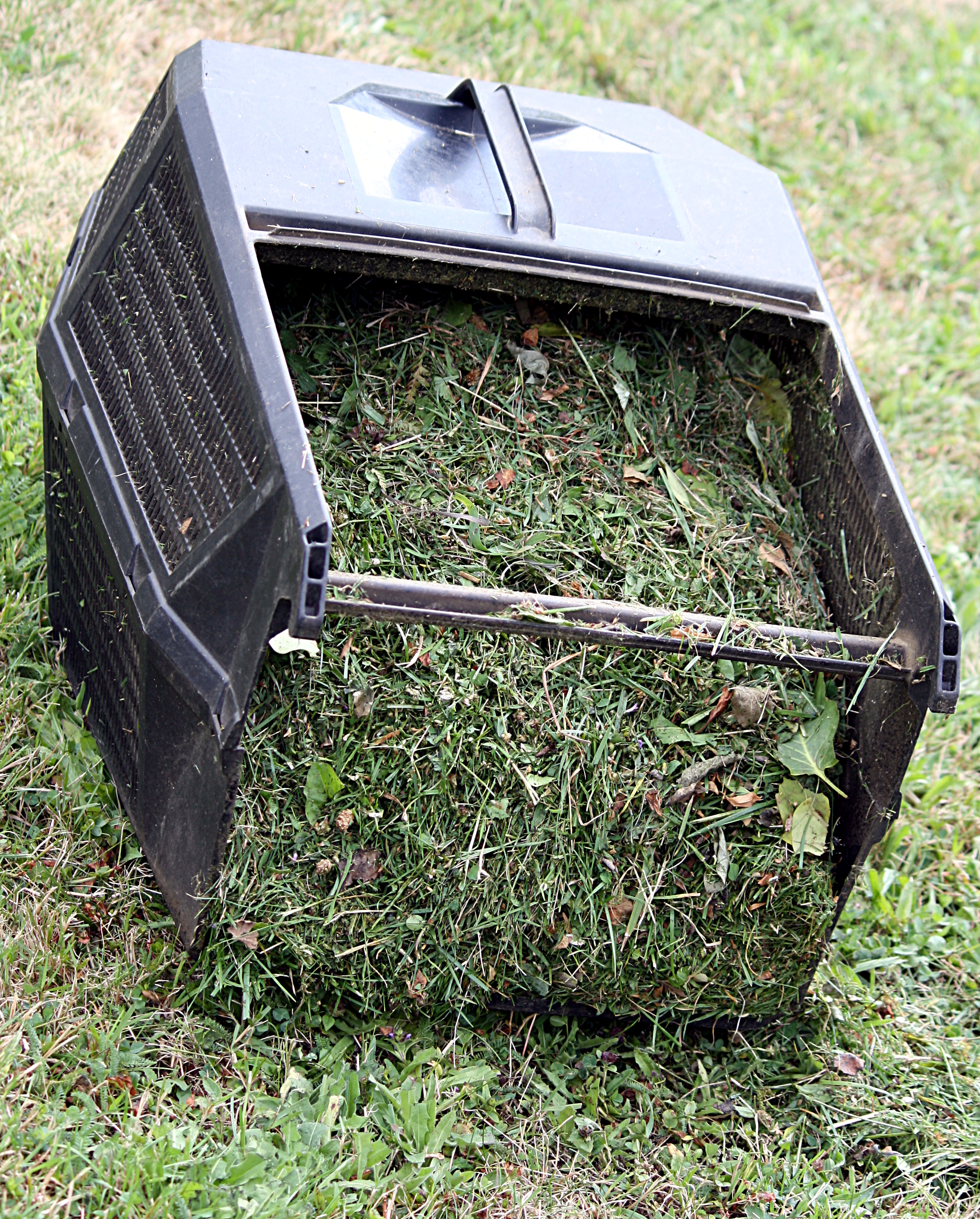
pokosená tráva

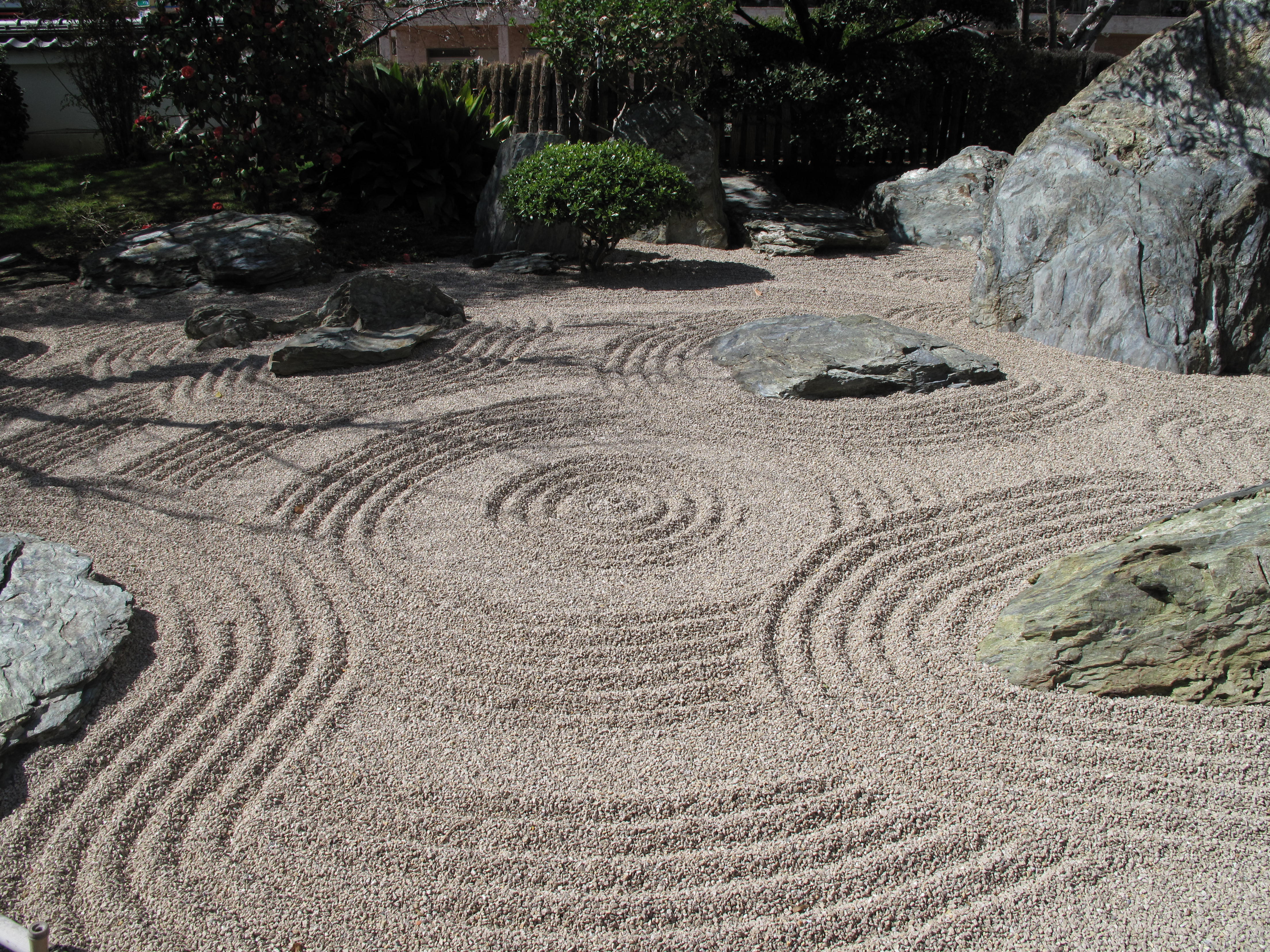
japonská zahrada v Monaku. Mulčování drtí, pískem a kameny usnadňuje údržbu a stalo se stylem zavedeným v japonských zahradách

### Mulčování pokosenou trávou
Mulčovat lze trávou posekanou a) běžnou zahradní sekačkou nebo b) trávou pokosenou kosou, nebo motorovou kosou (strunovou sekačkou, křovinořezem). Rozdíly jsou značné.
a) Tráva nasekaná a rozdrcená zahradní sekačkou rychle podléhá hnití a je zdrojem zápachu a do několika dnů za vhodných podmínek podléhá rozkladu za pomoci hnilobných bakterií a kvasinek. Tento způsob nastýlání se používá v případě, že je pokosená tráva odpadem při činnosti v nepříliš vzdálené lokalitě, je třeba se nějak vhodně zbavit odpadu po pokosu a nastýlá se k vzrostlým dřevinám. Časté v zahradách u drobných pěstitelů.
b) Tráva pokosená motorovou kosou, kosou, křovinořezem má dlouhé stéblo, málo drobných zbytků a jde spíše o seno. Rozkládá se pomalu a je vhodnějším materiálem k nastýlání.
- Výhody oproti jiným způsobům – jemně nasekaná tráva má hnojivé účinky, tráva s dlouhým stéblem se rozkládá pomaleji, většina živin vyprchá během rozkladu. Jde o levné materiály.
- Nevýhody oproti jiným způsobům – jemně nasekaná tráva při rozkladu velice zapáchá, hnití může poškodit blízké mladé rostliny, tráva s dlouhým stéblem není vzhledná, žádný z obou způsobů nelze bez estetických výhrad doporučit pro parkové úpravy, oba materiály se za větrných dnů z části rozlétají do blízkého okolí a mohou působit problémy alergikům.

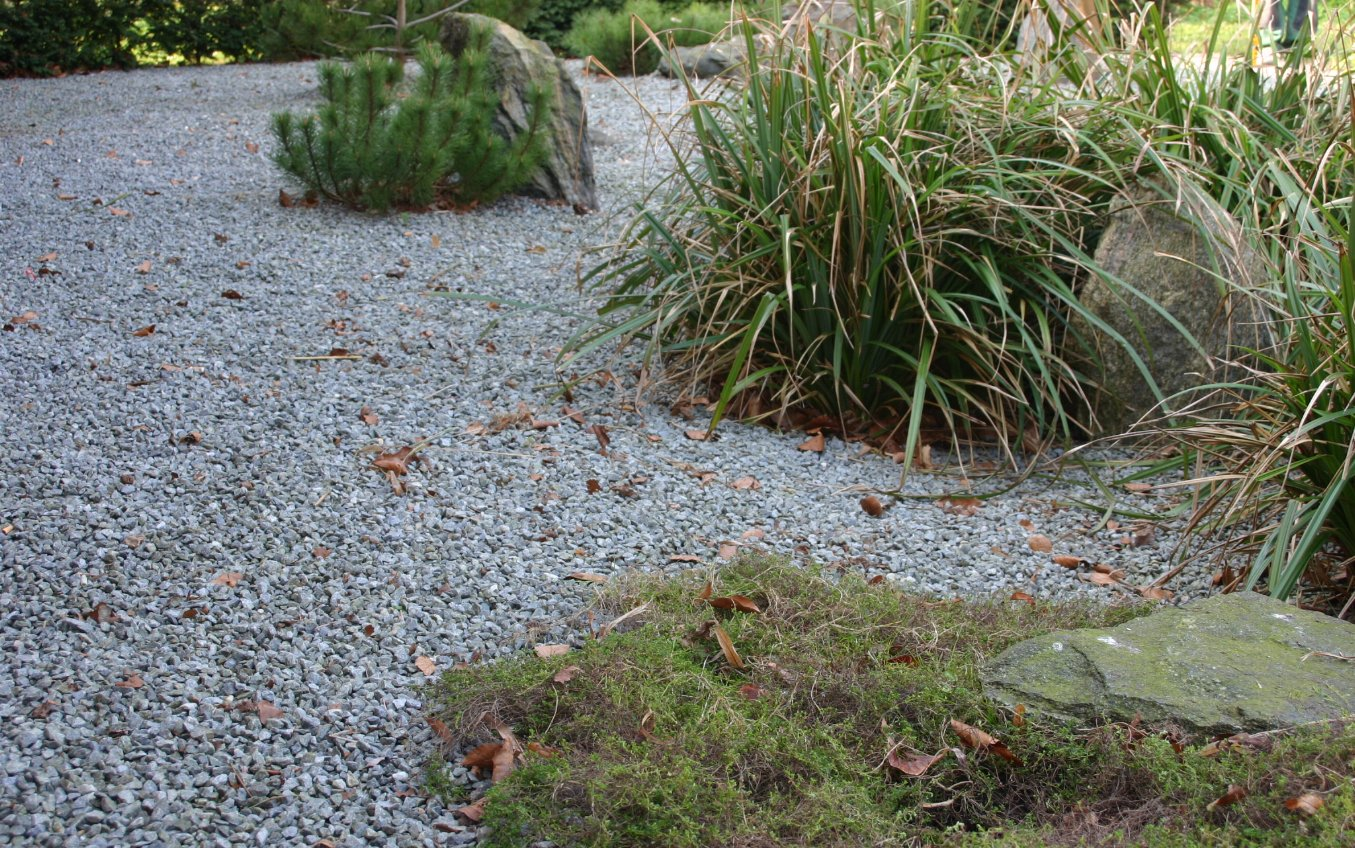
mulčování drcenými kameny

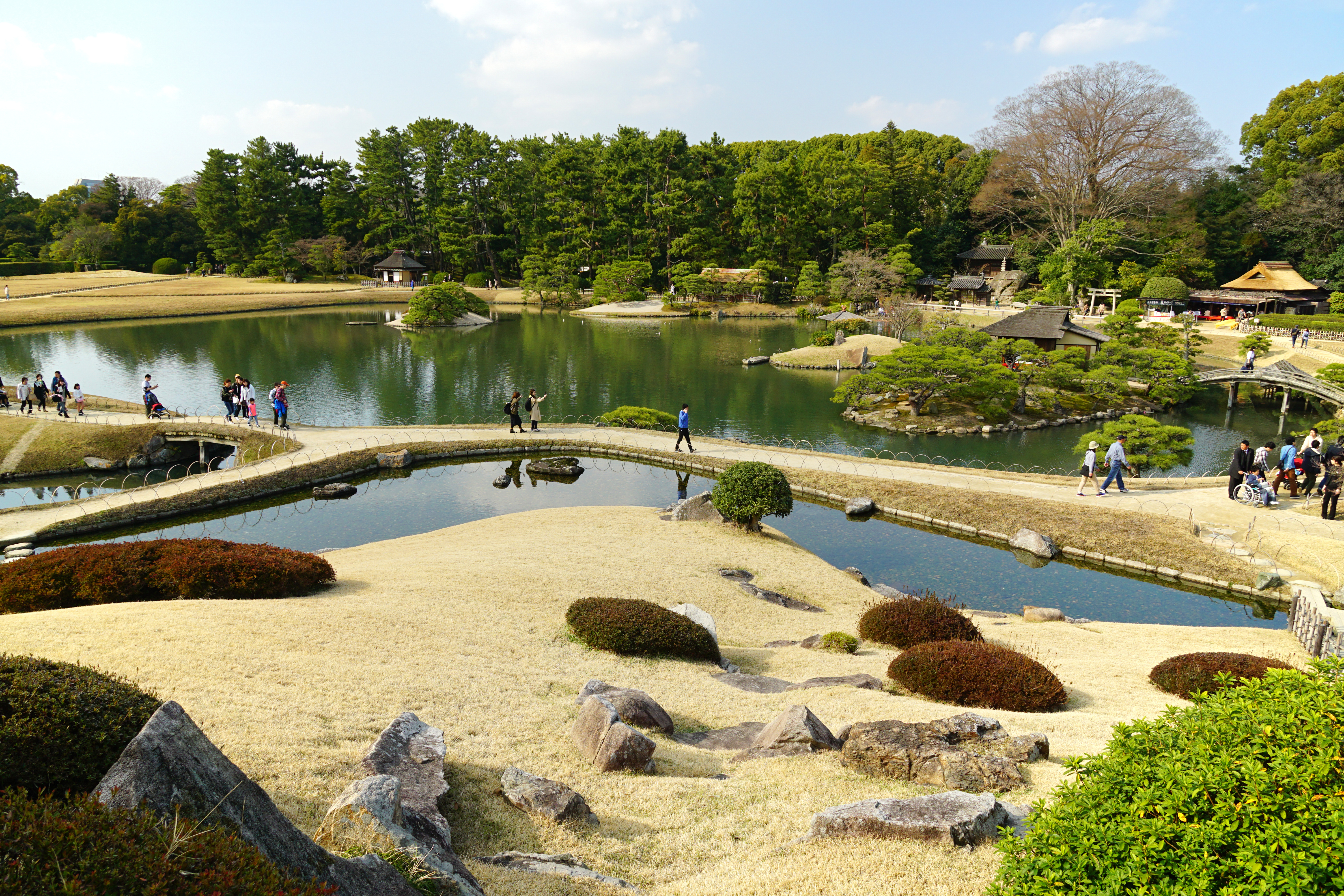
mulčování drcenými kameny je běžnou technikou v japonských zahradách. Takto upravený povrch se snadno udržuje, vypadá čistě a dává vyniknout tvarům řezaných keřů.

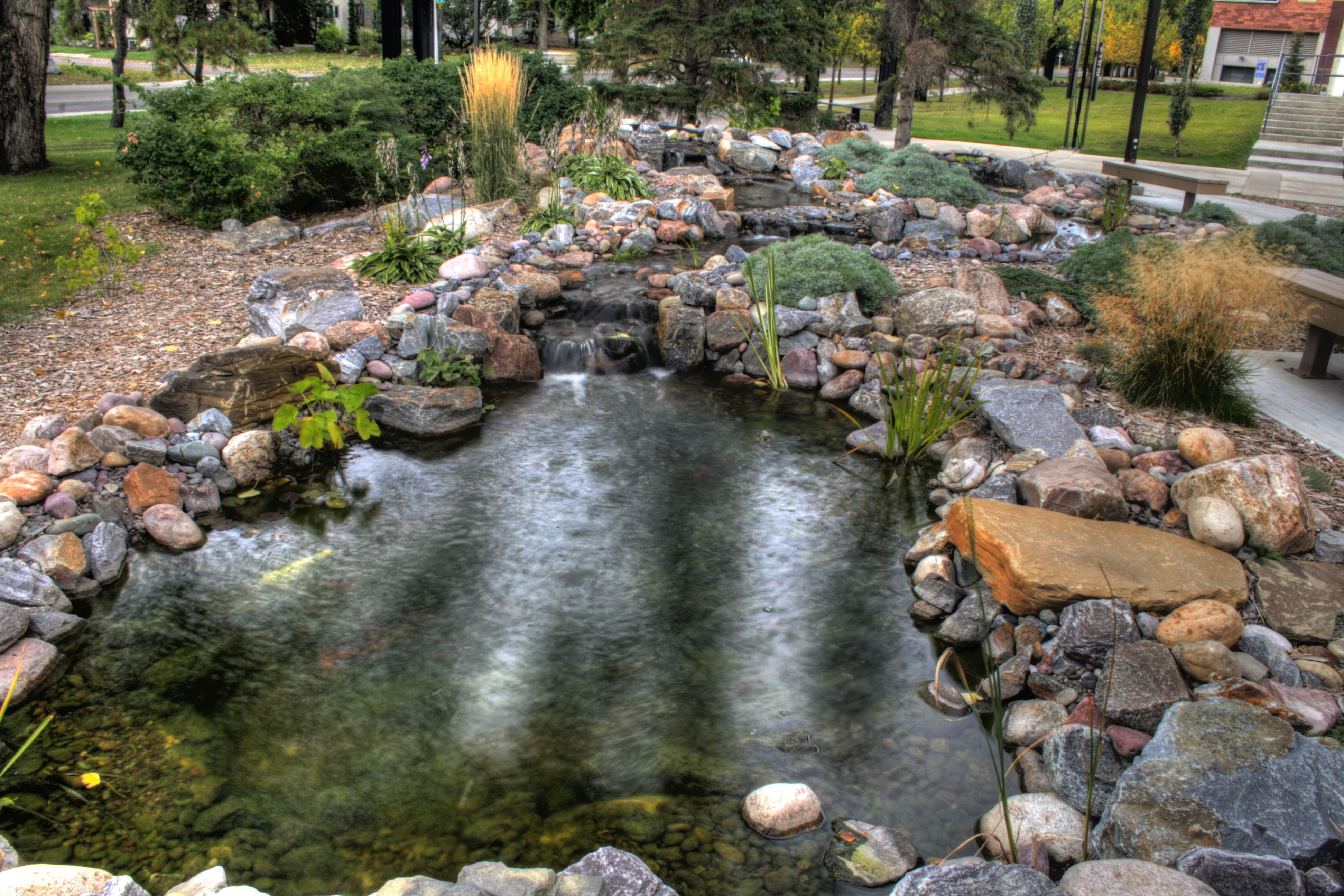
mulčování kameny v kamenné zahradě na Edmonton campus University of Alberta, Edmonton, Alberta, Canada.

### Mulčování štěrkem, oblázky
Mulčování kameny a oblázky má historický původ v Asii. Materiál je možné rozdělit podle velikosti zrna. Běžně se nastýlá 10 centimetrová vrstva.
- Výhody oproti jiným způsobům – tyto materiály mají nejvyšší estetické hodnoty,[zdroj?] mohou se kombinovat různé barvy a velikosti zrna. Jde o materiály, které se nerozpadají a lze je fyzicky sítem oddělit od půdy. Jsou prosté chorob a škůdců. Nejvhodnější volba pro sadové úpravy. Díky absorpci tepla prodlužují vegetační období na podzim.
- Nevýhody oproti jiným způsobům – vysoká pořizovací cena, pokud není materiál použit v kombinaci s fólií, stává se součástí půdy a je třeba jej doplňovat. V parcích štěrk a kamínky návštěvníci rozkopávají do okolí, což zvyšuje nároky na úklid. Horniny v sobě akumulují teplo, půdu pod sebou mohou vysušovat.

### Mulčování textilními, netkanými nebo polyetylenovými fóliemi
Mulčování textilními, netkanými nebo polyetylenovými fóliemi je moderní způsob používaný v sadovnické, zelinářské a ovocnářské praxi. Používají se na pokrytí širokých ploch kolem rostlin, nebo jen pásů pod rostlinami (úspora materiálů, zbylá plocha se ošetří totálním herbicidem). PE fólie vydrží na stanovišti dva až tři roky. Netkaných textilií i polyethylenových fólií jsou různé druhy a je tedy šance si vybrat podle nároků.
- Výhody oproti jiným způsobům – relativně nepříliš drahý, snadno a všude aplikovatelný, vysoce účinný způsob nastýlání, velmi pozitivně ovlivňuje porosty pěstovaných rostlin. Není zdrojem chorob a škůdců, tmavé fólie přitahují světlo a prohřívají půdu. Polyethylenové fólie zadržují dostatek vody i v dlouhém období sucha.
- Nevýhody oproti jiným způsobům – dražší než nastýlání odpadem, fólie (zejména polyethylenové) se po čase (1–3 roky) rozpadají. Vítr může fólie poškozovat a jejich zbytky roznášet do okolí. Polyethylenová fólie není vhodná pro suchomilné rostliny.

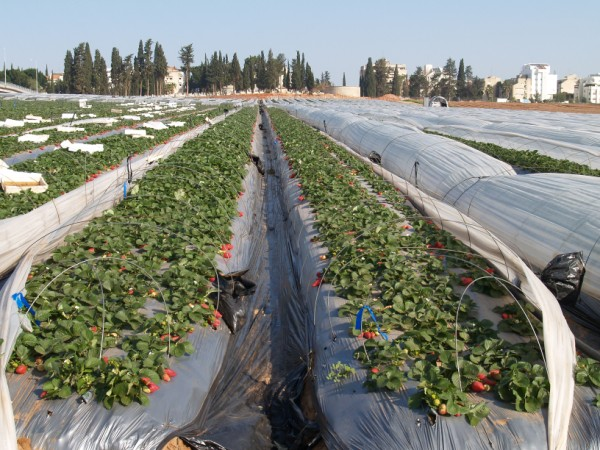
mulčování relativně tenkou fólií doplněno kapkovou závlahou vyvedenou pod fólii a netkanou textilií na ochranu. Hod Hasharon, Israel

### Mulčování kombinacemi materiálů
Kombinací použitých způsobů mulče lze výhody zvyšovat.
- Fólie, nebo textilie a kůra (nebo štěpka) – Fólie, nebo textilie a kůra se rozpadá pomaleji, nevýhody mulčováním kůrou zůstávají, v kombinaci ale lépe drží vlhkost, kůra může z fólie sklouzávat.
- Fólie, nebo textilie a oblázky, nebo štěrk. Ideální kombinace. Kamínky dlouhodobě (deset let a více) chrání textilii, (běžnou polyethylenovou fólii asi 5 let), jsou prosty chorob a škůdců a nestávají se díky fólii součástí půdy. Relativně vysoká pořizovací cena.

### Živý mulč
Jako živý mulč jsou označovány velmi nízké rostliny v podrostu pod keři a stromy.

## Pokos s mulčováním
Zvláštní druh sekaček usnadňuje nakládání se zahradním odpadem tím, že pokosenou trávu mulčují do trávníku má nože či nůž se specifickým tvarem. Část nože vytahuje trávu a seká ji. Tlak proudícího vzduchu vmete pokosenou trávu zpět do trávníku. Výrobci sekaček tvrdí, že nedochází k plstnatění, dusík se tak vrací do půdy a snížuje se teplota povrchu půdy. Při pokosu s mulčováním je doporučováno trávník jen lehce snižovat a kosit často a pravidelně, aby se hmota stačila rozkládat. Při kosení s mulčováním roste riziko řídnutí trávníku. Trávník, kde se používá mulčování, je třeba používat vertikutátor. Výhodou je naopak úspora času při vlastním pokosu. Není nutné vyprazdňovat sběrací koš.[chybí lepší zdroj] Mulčování je používáno na loukách, které jsou v rámci zemědělské politiky EU[zdroj?] ponechány ladem a jsou jen koseny. Pokosená hmota nesmí být použita jako píce (jinak by majitel pozemku přišel o dotace EU).[zdroj?]

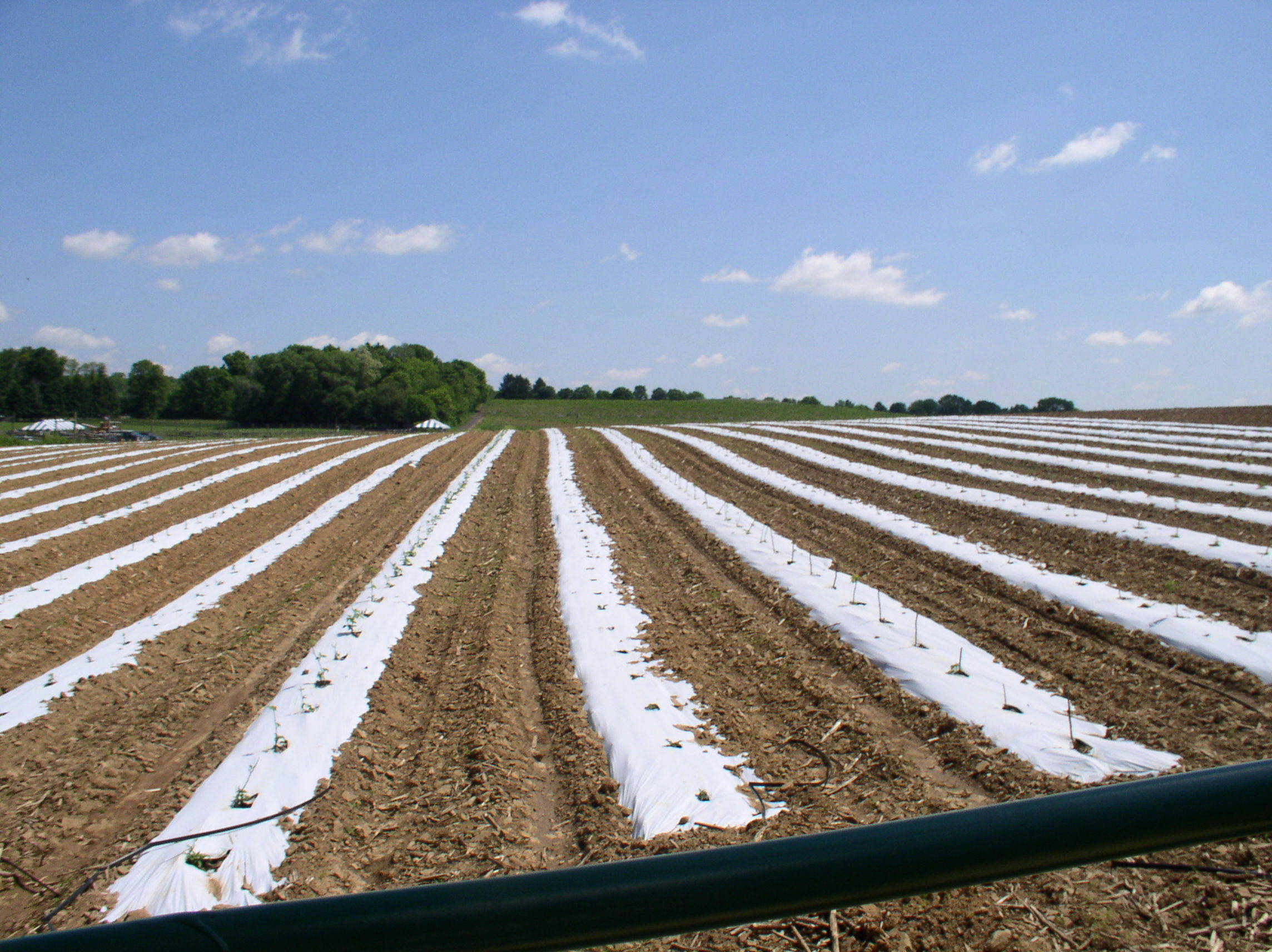
mulčování fólií

## Mulčování na plochách uváděných do klidu
Mulčování porostů na ladem ležící orné půdě, loukách a pastvinách je nový postup, který se rozvíjí závisle na směrnicích EU.[zdroj?] Porosty na polích uvedených do klidu, (ponechaných ladem) se sečou, drtí a rozprostírají na široko s tím, že sklizená nadrcená hmota na místě zetlí. Jde o tzv. plošné kompostování. Je doporučováno operaci provádět koncem června, a opakovat v srpnu až září, podle stavu porostů na pozemku.To je nutné zejména u ploch nově uvedených do klidu,kde je velká zásoba pohotových živin, zejména dusíku. Takové plochy, zaplevelené vzrůstnými nitrofilními porosty pelyňků a merlíků je snazší kosit dvakrát ročně, než jednou až na podzim. U ploch, kde již byla zásoba dusíku vyčerpána, postačí jeden pokos s namulčováním hmoty v září. Pokos je delší dobu pravidelně nezbytný jen v tom případě, že jsou na plochu splavovány hnojiva z přilehlých obdělávaných polí. Pro pokos hovoří zájem na potlačení rozšiřování plevelů, v případě blízkosti obdělávaných polí. Uvádí se i důvod péče o krajinu („zanedbané“ plochy značně „hyzdí krajinu“).
V takovém případě by měl být odpad odvážen a pálen jako biomasa, protože brzy po strávení živin dojde k ústupu nitrofilních plevelů a nedochází li k pravidelným úletům herbicidních přípravků na plochu ležící ladem (v případě, že je k ní přilehlá obdělávaná půda, k tomu zpravidla dochází), brzy převládnou přirozená společenstva rostlin. Pokud nedojde k pokosům s mulčováním, často následuje nástup rychlerostoucích dřevin (pajasany, akáty, javory) a později i dřevin pro lokalitu původně typických. Postup mulčování na plochách uváděných do klidu je tedy vhodný v případě, pokud má být plocha v klidu jen 3–5 let, než dojde obnově původních porostů, nebo nemá li dojít k nástupu dřevin. Mulčování na plochách uváděných do klidu dlouhodobě není důležité a ani potřebné pro zachování typické vegetace na místě, jde o způsob jak zachovat plochu připravenou pro použití k zemědělským účelům. Tento druh mulčování je také možné použít pro udržení typické vegetace luk a pastvin, při běžném pokosu a podporuje vznik stepních společenstev .
Důvodem pro mulčování ploch uváděných do klidu je i komerční zájem výrobců, kdy v současnosti může, v případě dotací z EU na prováděnou operaci, růst poptávka na stroje, které mulčování provádí.

## Mulčování po sklizni zemědělských plodin
V zemědělství se zbytky plodin mulčují při sklizni. Je to jeden ze způsobů boje proti škůdcům a plevelům. Larvy a dospělci škůdců jsou strojem fyzicky ničeni, nebo je ničeno prostředí, v kterém přežívají. Pomocí mulčování posklizňových zbytků mulčovacími bránami dochází k rozprostření slámy.[chybí lepší zdroj] Většina zůstane na povrchu, ale část jde i do půdního profilu. Problematické podzimní hnojení dusíkem k následující ozimé plodině tak musí být ještě navýšeno, což může odporovat správné pěstitelské praxi či Nitrátové směrnici. Vhodnější je zapojení meziplodiny v meziporostním období. V případě časně sklizených raných brambor a následné zapojení meziplodiny v délce vegetace dvou měsíců, zbývá stále ještě prostor pro zasetí ozimé obilniny, minimálně v minimalizační technologii.

### Setí do mulče vymrzající meziplodiny
Po sklizni hlavní plodiny se hon podmítne. Po vzejití výdrolu a plevelů následuje buď znovu mělké zpracování půdy nebo aplikace neselektivního herbicidu, mělká příprava půdy kompaktorem a setí meziplodiny. Za vymrzající meziplodinu lze považovat hořčici, svazenku, svatojánské žito a lesklici, které však mohou v některých letech přezimovat. Meziplodiny se sejí nejpozději do poloviny září, jelikož potřebují nejméně dva měsíce růstu do prvních mrazů. Zjara, pokud meziplodina nevymrzne nebo je větší procento zaplevelení, je znovu možné přistoupit k desikaci porostu. Po přejezdu secího stroje s diskovými mulčovacími bránami se porost zapojí sám, bez nutnosti použití herbicidů.

## Houby v mulči
Při mulčování organickými materiály se zvyšuje množství destruentů tohoto materiálu ve vaší zahradě. Mezi hlavní patří bakterie a plísně ale bezpochyby nejvýznamnější jsou houby. Některé druhy hub jsou jedlé, jiné jedovaté. Některé se mohou stát parazity na vašich rostlinách. Některé dřevokazné houby mohou napadnout dřevěné, chemicky neošetřené konstrukce na zahradě, nebo v domě. Některé druhy hub v noci mohou světélkovat. Všechny produkují spory, které mohou působit problémy alergikům (je třeba se vyvarovat pojídání neznámých druhů hub z mulče).

## Rizika
Některé mulče při rozkladu mohu působit fytotoxicky, nebo měnit pH půdy (tráva, dřevo, kůra, plast). Kůra a štěpka může být zdrojem nebezpečných chorob a škůdců. Rozkládající se hmota, nebo spory plísní, které ji rozkládají a piliny, mohou nepříznivě vnímat alergici.

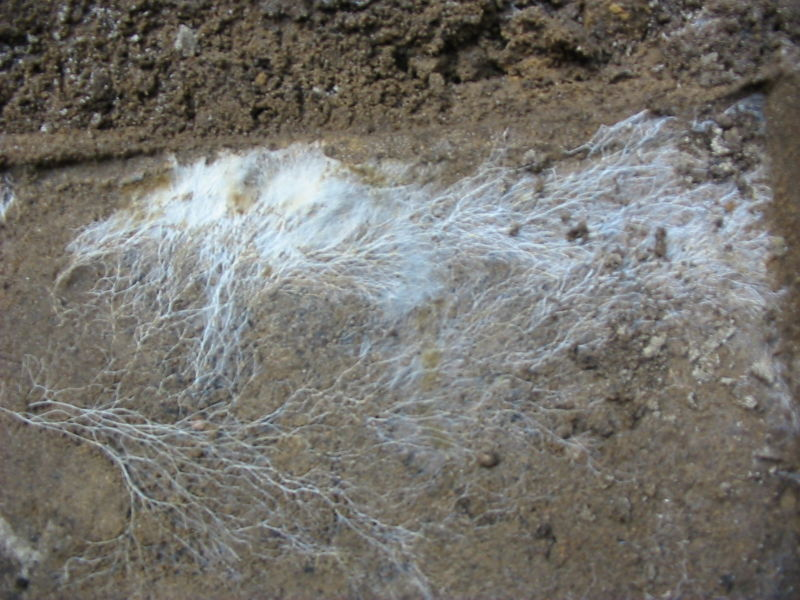
mycelium, podhoubí, najdeme brzy ve většině organických nastýlek

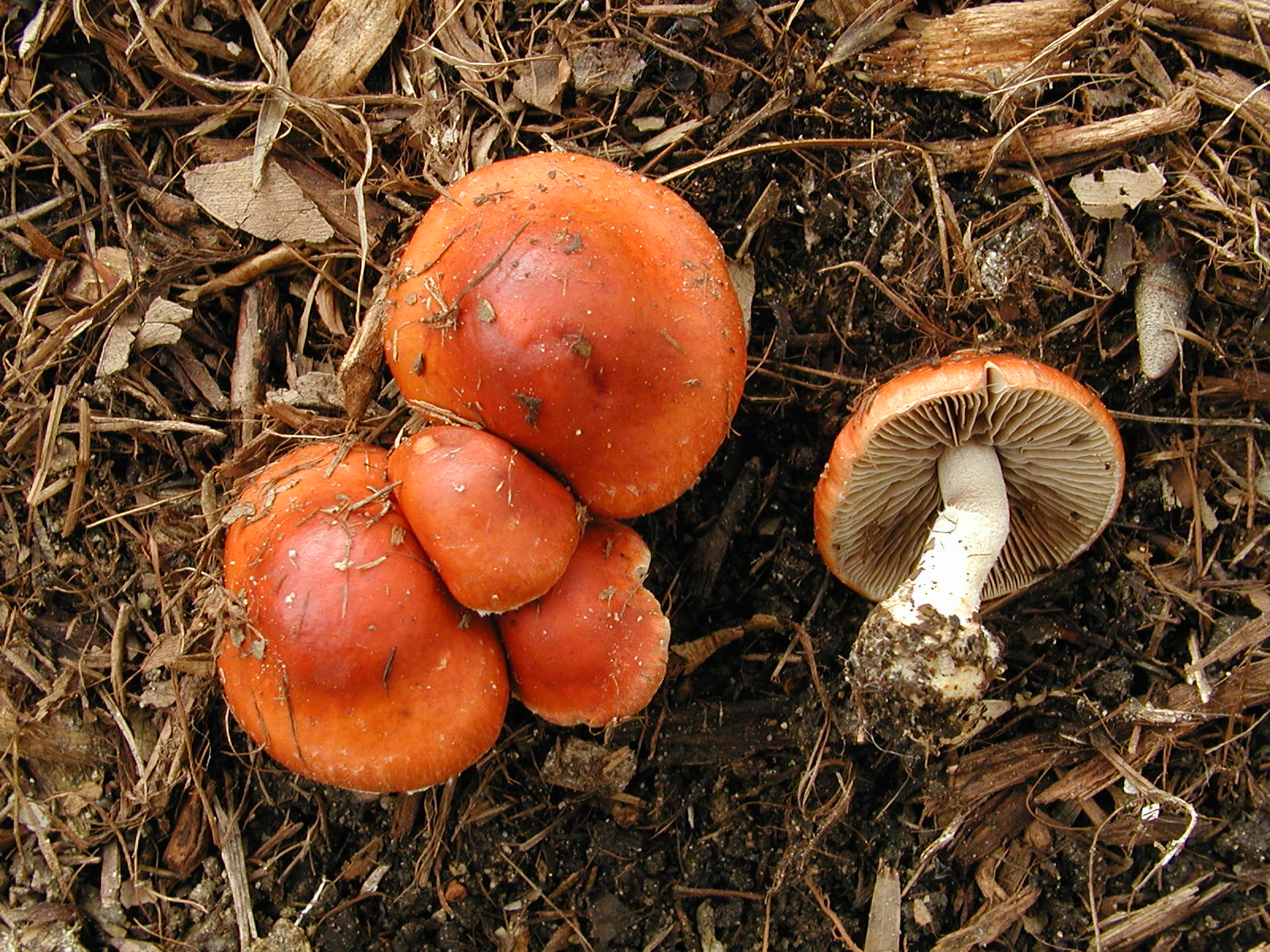
houby z mulčování štěpkou

## Zajímavosti
- Mulčovat lze prakticky jakýmkoliv materiálem třeba i krabicemi,[11][chybí lepší zdroj] nebo kokosovými skořápkami a podle některých i pískem osázeným skalničkami.[12][chybí lepší zdroj]

- V prodeji jsou jako novinka z Novém Zélandu biologicky odbouratelné patentované mulčovací papírové čtverce pod rostliny[13][chybí lepší zdroj] nebo patentované mulčovací papírové fólie (lze je pokrýt vrstvou drcené kůry proti prorůstání plevele), které se přichytávají rovněž biologicky odbouratelnými kolíky (lze je ale vyjmout a znovu použít).

- Papírové a dřevité mulče jsou používány na svahy jako zábrana proti erozi.[14][chybí lepší zdroj]

- Podle jednoho zdroje mají na výnosy vliv barvy mulčovací fólie (červená fólie zvyšuje výnosy rajčat, bleděmodrá, nebo bílá brambor). Lepší vlastnosti při mulčování než sláma má podle tohoto zdroje novinový papír.[15][chybí lepší zdroj]

- V některých zemích je velmi populární kakaový materiál k mulčování. Lidé jej touží používat, protože se rozkládá na organické hnojivo a nezapáchá. Dokonce má atraktivní barvu a voní. Bohužel je to život ohrožující jed pro psy, které láká vůně k pojídání kakaového mulče.[16]

- Slečna Mulčová (Mrs. Mulch) je postavička z filmu Wallace & Gromit: Prokletí králíkodlaka.[17]